# Édouard Pailleron

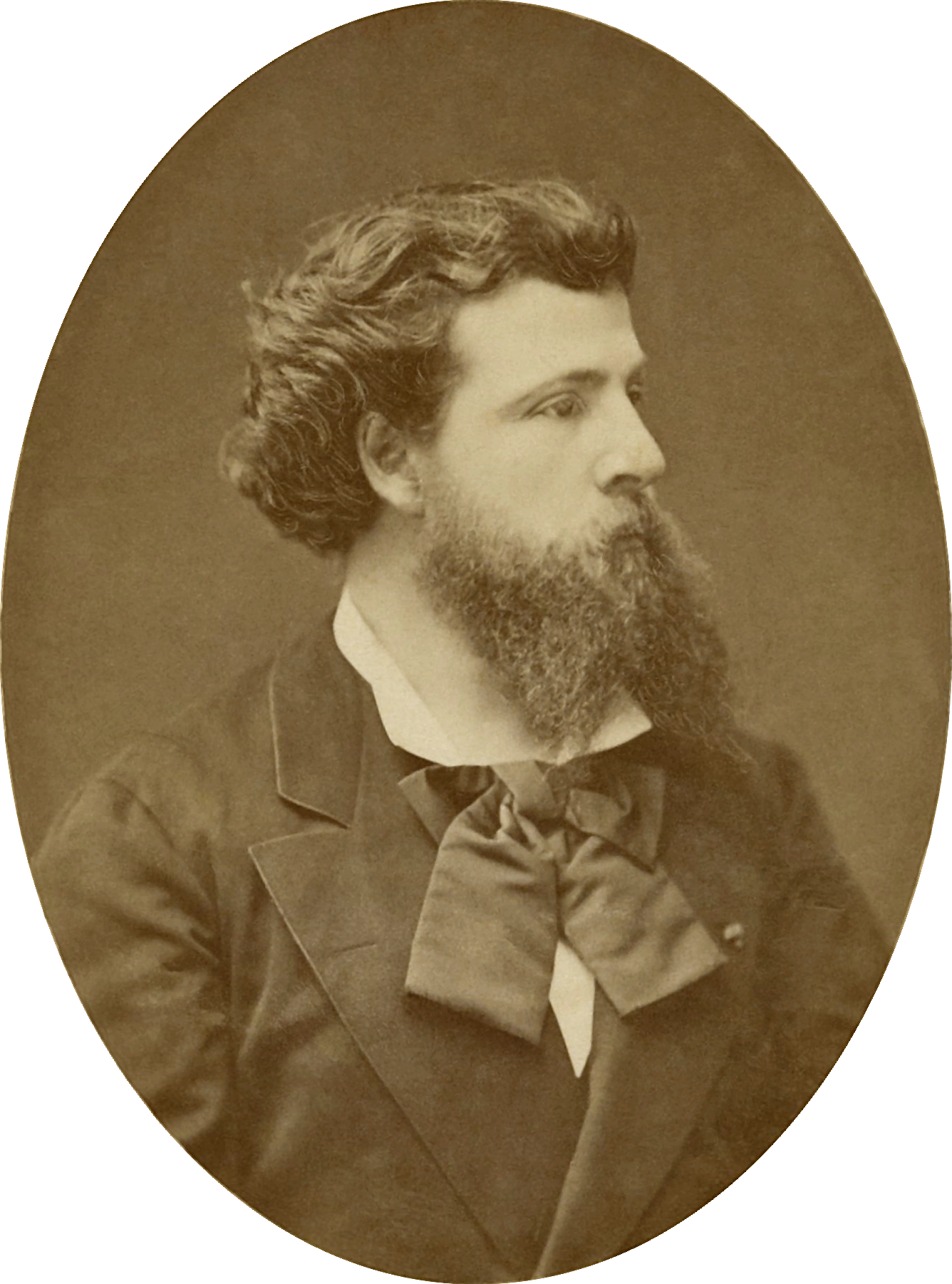
Edouard Pailleron por Étienne Carjat ca. 1875

Édouard Jules Henri Pailleron (7 de setembro de 1834 - 20 de abril de 1899) foi um poeta e dramaturgo francês. De uma família "burguesa" culta parisiense, obteve primeiro doutorado em direito, tornou-se sucessivamente advogado, tabelião, e soldado, mas irresistivelmente atraído pela escrita, alcançou seu primeiro sucesso em 1860 com sua peça de um ato Le Parasite, representada no Odéon-Théâtre de Paris em  1 de Setembro de 1860.